# Paul Modrich

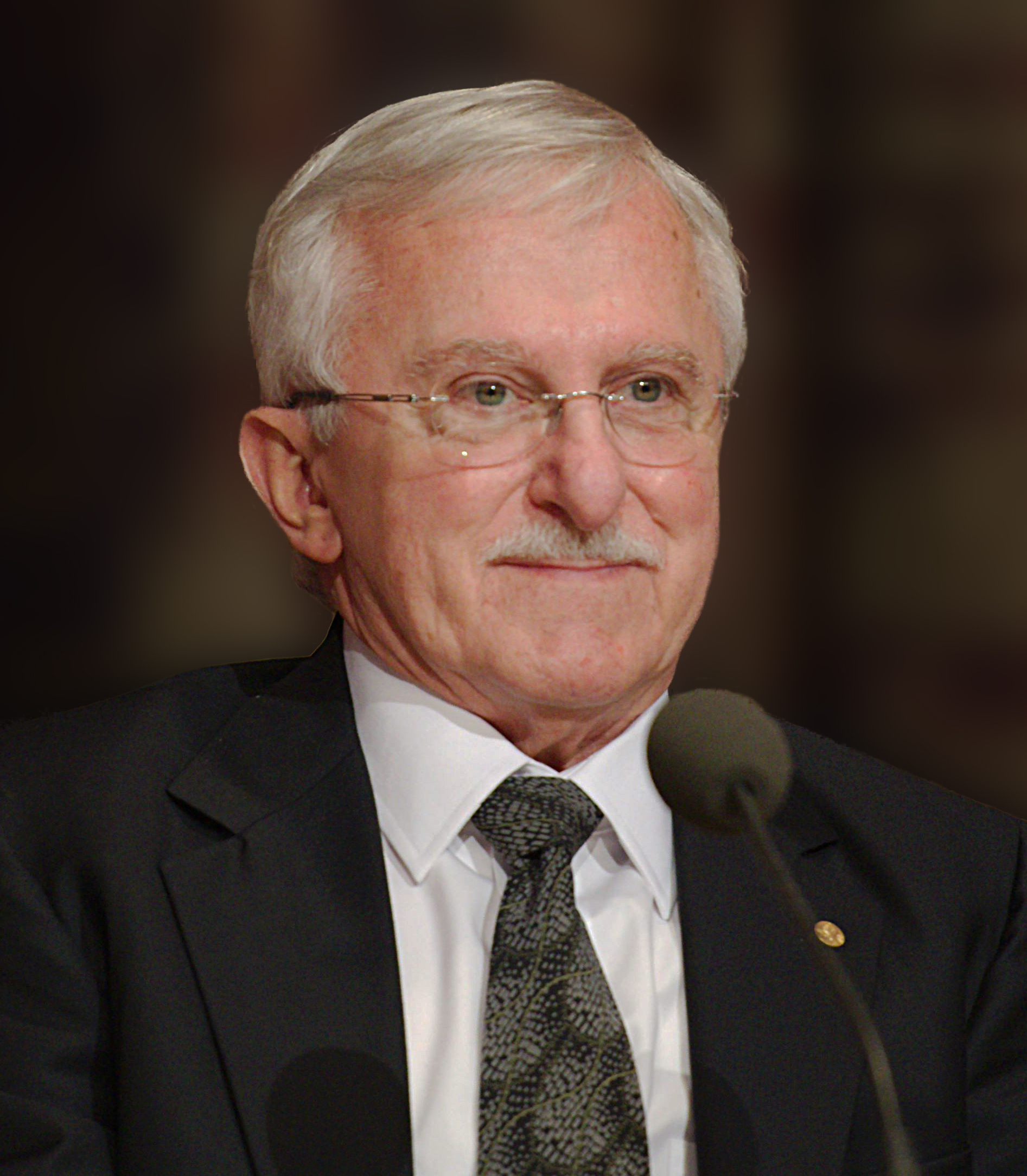
Paul L. Modrich

Paul Lawrence Modrich (* 13. Juni 1946 in Raton, New Mexico) ist ein US-amerikanischer Biochemiker und Genetiker. 2015 wurde ihm „für die mechanistischen Studien zur DNA-Reparatur“ gemeinsam mit Tomas Lindahl und Aziz Sancar der Nobelpreis für Chemie zugesprochen.

## Leben
Modrich wuchs in einer Kleinstadt im Norden von New Mexico auf. Er studierte am Massachusetts Institute of Technology und erhielt dort 1968 einen Bachelor of Science in Biologie. Anschließend promovierte er an der Stanford University und erhielt dort 1973 einen PhD in Biochemie. Als Post-Doktorand war er 1973/74 an der Harvard University. 1974 wurde er Assistant Professor in Chemie an der University of California, Berkeley und 1976 an der Duke University, an der er 1988 eine volle Professur für Biochemie erhielt. Ab 1994 war er außerdem Forscher am Howard Hughes Medical Institute.
Modrich wurde 1983 mit dem Pfizer Award in Enzyme Chemistry, 1986 mit dem Merit Award der National Institutes of Health (deren Career Development Award er 1978 erhielt), 1996 mit dem Charles S. Mott Prize und 1998 mit dem Pasarow Award ausgezeichnet. Er ist Mitglied der National Academy of Sciences, der National Academy of Medicine und der American Academy of Arts and Sciences.
Modrich klärte die molekularen Mechanismen der DNA-Reparatur bei Zellteilung auf, die sogenannte Mismatch Repair (Basenfehlpaarungsreparatur).